# Milton Singer
Milton Borah Singer  (* 5. Juli 1912 in Polen; † 5. Dezember 1994 in Hyde Park, Chicago, USA) war ein US-amerikanischer Anthropologe, der sich auf Studien zu Indien spezialisiert hatte.

## Leben
Milton Borah Singer wurde als Sohn von Julius Singer und Esther Greenberg in Polen geboren. Er wanderte mit seiner Familie in die Vereinigten Staaten aus, ließ sich 1920 in Detroit nieder und wurde 1921 eingebürgert.
Er erhielt einen B.A. in Psychologie im Jahr 1934 und einen M.A. in Philosophie im Jahr 1936, beide von der University of Texas at Austin. 1941 wurde er Dozent für Sozialwissenschaften an der University of Chicago. Anschließend war er von 1947 bis 1952 Direktor der Abteilung für Sozialwissenschaften und 1954 bis zu seiner Emeritierung 1979 Professor für Anthropologie.
In den 1970er und 1980er Jahren beschäftigte er sich zunehmend mit den historischen Wurzeln anthropologischer Theorien der kulturellen Symbolik und der Entwicklung einer semiotischen Anthropologie.
In seinen Studien zu Indien stellte er fest, dass das soziale Phänomen der Kasten (Varna) und die Spiritualität ihrer Kultur zu ihrer Industrialisierung beitragen würden.